# اشرف‌آباد (بستان‌آباد)
اشرف‌آباد یکی از روستاهای استان آذربایجان شرقی است که در دهستان اوجان غربی بخش مرکزی شهرستان بستان‌آباد واقع شده‌است.